# Alfred Einhellinger
Alfred Einhellinger (* 26. Februar 1913 in München; † 27. März 1999 ebenda) war ein deutscher Musiker, Maler und Mykologe. Sein botanisch-mykologisches Autorenkürzel lautet „Einhell.“.
Alfred Einhellinger wurde als Sohn eines Modesalon-Inhabers geboren und wuchs in Schwabing auf. Schon früh wurde seine musikalische Begabung entdeckt und gefördert, ebenso wie seine zeichnerischen und sprachlichen Fähigkeiten. Nach seinem Abitur 1932 begann er zunächst eine Lehre als Buchhändler und arbeitete, nachdem er die Lehre abgebrochen hatte, von 1934 bis 1939 als Verwaltungsangestellter an der Stadthauptkasse.
1939 bewarb sich Einhellinger, der neben seiner Berufstätigkeit weiter Musik studiert hatte, als Geiger bei den Münchner Philharmonikern und bekam dort ein Engagement als Erster Geiger. Seine Tätigkeit als Musiker wurde durch den Dienst als Soldat von 1941 bis 1944 und seine anschließende Internierung in britischer Kriegsgefangenschaft, nachdem er in Griechenland desertiert war, unterbrochen. Während dieser Gefangenschaft war er unter anderem Erster Konzertmeister des Suez-Kanal-Nord-Symphonie-Orchesters. Erhart Kästner beschreibt in seinem Roman Zeltbuch von Tumilad die Lage der Gefangenen im ägyptischen Wüstenlager. Alfred Einhellinger diente Kästner dabei als Vorlage des Konzertmeisters Fritz. 1958 wurde er zum Kammermusiker ernannt. 1970 musste Einhellinger seine Tätigkeit als Geiger aus gesundheitlichen Gründen aufgeben.
Bereits in seiner Jugend zeigte Einhellinger neben seinen künstlerischen und sprachlichen Interessen auch eine Leidenschaft für die Natur, für Pflanzen und Tiere. So sammelte er bei Konzertreisen, die ihn in viele Länder der Welt führten, regelmäßig Pflanzen, die er, nach München zurückgekehrt, bestimmte und vielfach auch in Aquarellen festhielt. Auch die Münchner Umgebung war Einhellinger während der Orchester-Probephasen Studienfeld für seine Sammlungen und Forschungen. Auch als Vogelkundler machte sich Einhellinger einen Namen, indem er unter anderem die Erstbeobachtung der Bartmeise (1959), der Ohrenlerche (1963) und den zweiten deutschen Nachweis des Graubruststrandläufers Calidris melanotos (1958) machte.
Seine Forschungen auf dem Felde der Pilzkunde hatte er zunächst in Studien über die Pilze in Eichen-Hainbuchenwäldern im Münchner Raum, in der Garchinger Heide, den Isarauen sowie im Murnauer Moos publiziert. Eines seiner Hauptwerke waren jedoch die Monographie der Täublinge Bayerns, die von Helga Marxmüller illustriert wurden. Einhellinger hat eine Reihe neuer Pilzarten beziehungsweise Unterarten beschrieben.

## Mitgliedschaften und Ehrungen
- 1956: Mitglied der Ornithologischen Gesellschaft Bayerns
- 1963: Mitglied der Deutschen Gesellschaft für Mykologie (DGfM)
- 1981: Ehrenmitglied der DGfM
- 1994: Ehrenmitglied der Regensburgischen Botanischen Gesellschaft
- 1995: Akademie-Preis der Bayerischen Akademie der Wissenschaften